# Ca la Peira
Ca la Peira era una masia situada al costat del Turó de la Peira, entre la riera d'Horta i el torrent de can Mariner, al barri d'Horta de Barcelona. Els terrenys de la masia i del turó eren propietat del marquès de Castellbell, com moltes terres d'Horta. Hi va néixer Josep Pedrís, en Pepet de ca la Peira, president fundador del Centre Parroquial d'Horta. Al segle XVIII la propietària era Maria de Lapeira, primera i única propietària de ca la Peira amb aquest cognom.
L’última modificació de la masia va ser a mitjan segle XVIII amb els esgrafiats a la façana. Era una masia de bona planta, amb una façana molt ampla. Es va enderrocar quan es va construir el metro que arriba a la plaça d'Eivissa, l'any 1970.